# Unserer Lieben Frau (Schwabmünchen)

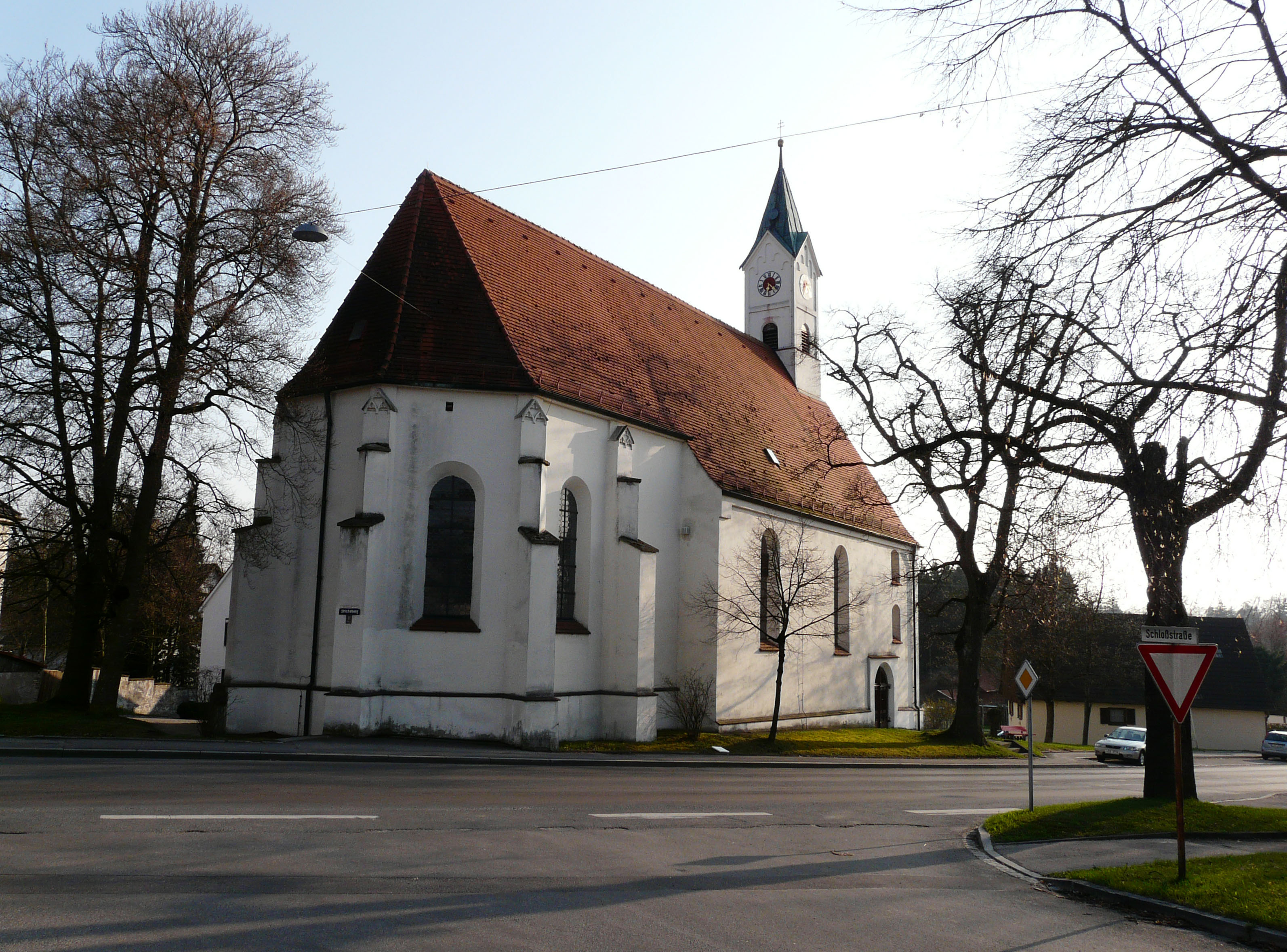
Unserer Lieben Frau in Schwabmünchen

Die römisch-katholische Kapelle Unserer Lieben Frau steht in Schwabmünchen im schwäbischen Landkreis Augsburg von Bayern. Das Bauwerk ist in der Liste der Baudenkmäler in Schwabmünchen als Baudenkmal unter der Nr. D-7-72-200-40 eingetragen.

## Beschreibung
Die spätgotische Saalkirche wurde 1486–1489 erbaut. Sie besteht aus einem Langhaus, einem eingezogenen, dreiseitig geschlossenen, von Strebepfeilern gestützten Chor im Osten, einer Sakristei an der Südwand des Chors und einem quadratischen Dachreiter, der dem Satteldach des Langhauses im Westen 1843 aufgesetzt wurde, der den Glockenstuhl und die Turmuhr beherbergt, und der mit einem spitzen Helm bedeckt ist. Der Innenraum des Langhauses ist mit einer Holzbalkendecke überspannt, der des Chors mit einem Netzgewölbe. Die um 1620 gestifteten Statuen wurden von Christoph Rodt in den Altar übernommen. Die übrigen Statuen wurden um 1676 von Lorenz Luidl gebaut. Ein Gemälde über die Auferstehung Jesu Christi von 1760 wird Johann Joseph Anton Huber zugeschrieben.
Die 1985 von Martin Gegenbauer gebaute Orgel wurde 2019 durch die Orgelbau Schmid umgebaut.